# Tùy Đường diễn nghĩa (phim truyền hình)
Tùy Đường Diễn Nghĩa (giản thể: 隋唐演义; phồn thể: 隋唐演義; bính âm: Sui Tang Yan Yi) dài 62 tập, dựa theo tác phẩm cùng tên của tác gia Chử Nhân Hoạch. Bộ phim khởi chiếu từ 14.1.2013 trên các đài vệ tinh HD, đồng thời được đài TVB mua bản quyền phát sóng trên kênh HD Phỉ Thúy. Bộ phim được đầu tư kinh phí lớn, là một trong ba tác phẩm bom tấn cổ trang truyền hình trong năm 2013 được bảo chứng về dàn diễn viên thực lực, chỉ đạo võ thuật Quốc Kiến Dũng, đặc biệt phần nội dung được cố vấn bởi nhà phê bình nghệ thuật nổi tiếng Đơn Điền Phương—người nổi tiếng với các tác phẩm bình thư trong đó có Tùy Đường Diễn Nghĩa.

## Chi tiết
Tên tiếng Việt: Tùy Đường Diễn Nghĩa
Tên tiếng Trung: 隋唐演义/隋唐演義/Sui Tang Yan Yi
Tên tiếng Anh: Heroes in Sui & Tang Dynasties/Heroes of Sui and Tang
Thể loại: dã sử, hành động
Số tập: 62
Mạng công chiếu: Trung Quốc đại lục, Hồng Kông, Đài Loan...
Khởi chiếu: 14.1.2013
Thời gian công chiếu: 1 tháng
Nguyên tác: Tùy Đường Diễn Nghĩa
Biên kịch: Viên Suất
Nhà sản xuất: Trình Lực Đống
Đạo diễn: Chung Thiếu Hùng
Trợ lý đạo diễn: Lưu Phong
Đạo diễn võ thuật: Quốc Kiến Dũng
Cố vấn nghệ thuật: Đơn Điền Phương

## Thành Tựu
Tùy Đường Diễn Nghĩa không hổ là bom tấn truyền hình, kết thúc công chiếu với những thành tích đáng nể: về nhất trong cuộc chạy đua rating, hoàn toàn vượt qua các bom tấn cùng hạng khác. No.1 trong top 10 phim truyền hình ăn khách nhất năm 2013, thống kê lượt xem online đợt 1 trên 5 trang web phim lớn nhất theo thống kê lượt đầu vào khoảng 700 triệu, điểm rate trung bình từ 8.1-9.0...Hai diễn viên tuyến đầu Nghiêm Khoan, Trương Hàn trở thành một trong 15 nam diễn viên quyền lực nhất đầu 2013.

## Bảng phân vai
| Diễn viên         | Trong vai                 | Giới thiệu |
| Nghiêm Khoan      | Tần Thúc Bảo (Tần Quỳnh)  | Thần quyền thái bảo tiểu Mạnh Thường. Đệ thập lục hảo hán                                                                 |
| Trương Hàn        | La Thành                  | Em họ của Tần Quỳnh. Ngọc diện ngân thương tiếu La Thành. Người thương của Đơn Doanh Doanh . Đệ thất hảo hán.             |
| Khương Võ         | Trình Giảo Kim            | Hỗn thế ma vương. Đệ đệ từ nhỏ của Tần Quỳnh. Một trong tứ tuyệt                                                          |
| Đỗ Thuần          | Lý Thế Dân                | Đường Thái Tông. Thánh quân một thời                                                                                      |
| Phú Đại Long      | Dương Quảng               | Tùy Dạng Đế - con trai của Tùy Văn Đế Dương Kiên                                                                          |
| Vương Lực Khả     | Dương Ngọc Nhi            | Quận chúa của nhà Tùy. Con gái nuôi của Kháo Sơn Vương Dương Lâm. Phu nhân của Tần Quỳnh                                  |
| Bạch Băng         | Tiêu Mỹ Nương             | Hoàng hậu của Tùy Dạng Đế                                                                                                 |
| Đường Nghệ Hân    | Đơn Doanh Doanh           | Em gái của Đơn Hùng Tín. Người thương của La Thành                                                                        |
| Vương Bảo Cường   | Lý Nguyên Bá              | Tây phủ Triệu vương. Đệ nhất hảo hán                                                                                      |
| Trần Hạo          | Vũ Văn Thành Đô           | Thiên bảo tướng quân. Đệ nhị hảo hán                                                                                      |
| Hồ Đông           | Đơn Hùng Tín              | Xích phát linh quan.Trang của Nhị Hiền Trang. Nắm quyền 9 tỉnh lục lâm. Anh trai của Đơn Doanh Doanh. Đệ thập bát hảo hán |
| Ấn Tiểu Thiên     | Uất Trì Cung              | Tạo bào đại tướng. Đệ thập thất hảo hán                                                                                   |
| Từ Thiếu Cường    | Vũ Văn Hóa Cập            | Thừa tướng triều Tùy |
| Lưu Tiểu Tiểu     | Bùi Thúy Vân              | Phu nhân của Trình Giảo Kim. Con gái Bùi Nhân cơ, chị gái Bùi Nguyên Khánh                                                |
| Can Đình Đình     | Đông Phương Ngọc Mai      | Đệ nhất nữ tướng của Tùy - Đường                                                                                          |
| Tư Cầm Cao Oa     | Trình mẫu                 | Mẹ của Trình Giảo Kim |
| Triệu Lệ Quyên    | Ninh thị                  | Mẹ của Tần Quỳnh |
| Vương Kiến Tân    | La Nghệ                   | Cha của La Thành. Chú của Tần Quỳnh. Bắc Bình Vương                                                                       |
| Chu Khiết         | Tần Thắng Châu            | Mẹ của La Thành. Cô của Tần Quỳnh. Bắc Bình Vương phi                                                                     |
| Khấu Chấn Hải     | Lý Uyên                   | Đường Cao Tổ - vị hoàng đế khai quốc của nhà Đường                                                                        |
| Thang Trấn Nghiệp | Dương Kiên                | Tùy Văn Đế - vị hoàng đế khai quốc của nhà Tùy                                                                            |
| Tống Giai         | Độc Cô Già La             | Hoàng hậu của Tùy Văn Đế                                                                                                  |
| Đỗ Dịch Hoành     | Từ Mậu Công               | Quân sư của Ngõa Cương trại. Hiệu là Nam Dương tú sĩ                                                                      |
| Ngô Khánh Triết   | Lý Mật                    | Tây Ngụy vương. Quân chủ của Ngõa Cương trại sau Trình Giảo Kim                                                           |
| Vương Ất Trúc     | Đậu hoàng hậu             | Phu nhân của Lý Uyên |
| Tiêu Vinh Sinh    | Dương Lâm                 | Kháo Sơn Vương của triều Tùy. Đệ bát hảo hán                                                                              |
| Khúc Ni Thứ Nhân  | Trương Lệ Hoa Chu Quý Nhi | Sủng phi của Trần Hậu chủ Trần Thúc Bảo. Sủng phi của Tùy Dạng Đế                                                         |
| Miêu Hạo Quân     | Dương Dũng                | Con trai trưởng của Tùy Văn Đế. Bị Dương Quảng cướp ngôi Thái tử                                                          |
| Vương Quân Hách   | Bùi Nguyên Khánh          | Vạn nhân địch. Con trai Bùi Nhân Cơ, em trai Bùi Thuý Vân. Đệ tam hảo hán.                                                |
| Tang Bình         | La Sĩ Tín                 | Thân hình to lớn, ngốc nghếch. Sư đệ của Tần Quỳnh. Ngõa Cương Trấn diện Đại tướng quân.                                  |
| Châu Phóng        | Trần Tuyên Hoa            | Em gái của Trần Thúc Bảo. Sau là phi tần của Tùy Văn Đế và Tùy Dạng Đế.                                                   |